# Northern Ireland Sign Language
Die Northern Ireland Sign language (NISL) ist eine Gebärdensprache, die hauptsächlich von Gehörlosen in Nordirland verwendet wird.
NISL wird auf syntaktischer Ebene als mit der Irish Sign Language (ISL) verwandt beschrieben, während der Wortschatz auf der British Sign Language (BSL) und der American Sign Language (ASL) basiert.
Eine Reihe von Praktikern betrachten die nordirische Gebärdensprache als eine von BSL und ISL eigenständige und getrennte Sprache, obwohl „viele ‚anglo-irische‘ nordirische Gebärdensprachler gegen die Verwendung des Akronyms NISL argumentieren und glauben, dass ihre Variante zwar eigenständig, aber dennoch Teil der britischen Gebärdensprache ist.“
Seit März 2004 erkennt die britische Regierung nur noch die britische und die irische Gebärdensprache als offizielle Gebärdensprachen in Nordirland an.